# روزنامه‌نگاری داده

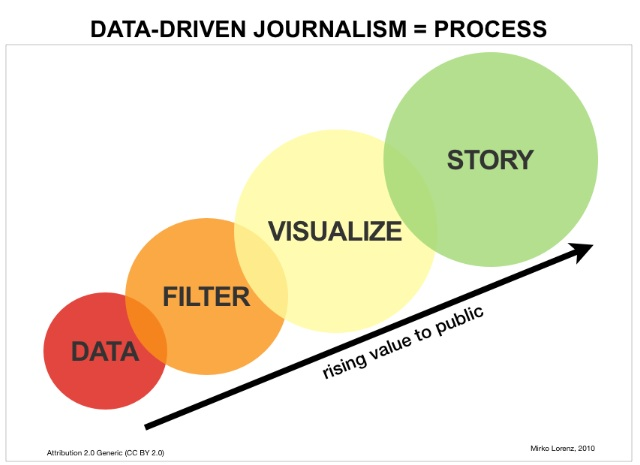
روزنامه‌نگاری داده

روزنامه‌نگاری داده نوعی روزنامه‌نگاری خاص است که داده‌های عددی که در تولید و انتشار اطلاعات در عصر دیجیتال استفاده می‌شوند را بازتاب می‌دهد. این روش، تعامل بین تولیدکنندگان محتوا (روزنامه نگاران) و حوزه‌های دیگر مثل طراحی، علوم کامپیوتر و آمار را نشان می‌دهد. از نظر روزنامه‌نگاران، این روش مجموعهٔ مشترکی از شایستگی‌های حوزه‌های مختلف را نشان می‌دهد.
روزنامه‌نگاری داده به شکل گسترده برای جمع کردن مفاهیم مختلف و ارتباط دادن آن‌ها با روزنامه‌نگاری استفاده می‌شود. برخی این روش را سطح‌ها یا مراحلی می‌بینند که استفاده‌های ساده‌تر از تکنولوژی‌های جدید را به استفاده‌های پیچیده‌تر در فرایند روزنامه‌نگاری هدایت می‌کند.
طراحان همیشه بخشی از فرایند نیستند. با توجه به نظر Henk van Ess روزنامه‌نگار داده و نویسنده، روزنامه‌نگاری داده می‌تواند بر اساس هر داده‌ای باشد تا در ابتدا و قبل از اینکه نتیجه به دست آید با ابزارها بررسی شود؛ و مستقیماً شامل تصویرگری نیست.